# Caradrina melanura
Caradrina melanura is een vlinder uit de familie van de uilen (Noctuidae). De wetenschappelijke naam van de soort is voor het eerst geldig gepubliceerd in 1897 door Alphéraky.